# 默基特希臘禮天主教巴勒貝克總教區
默基特希臘禮天主教巴勒貝克總教區（拉丁語：Archidioecesis Heliopolitana Graecorum Melkitarum）是黎巴嫩一個東儀天主教總教區（默基特希臘禮）。1701年設立天主教教區。1964年11月18日升為總教區。
總教區位於貝卡省北部。2012年有十三名司鐸、七個堂區、20,000名教友。現任教區總主教為厄里亞·拉哈爾。